# ISO 3166-2:TT
ISO 3166-2:TT — стандарт Международной организации по стандартизации, который определяет геокоды. Является подмножеством стандарта ISO 3166-2, относящимся к Тринидаду и Тобаго. Стандарт охватывает 9 регионов, 3 боро, 2 города и 1 уорда Тринидада и Тобаго. Каждый код состоит из двух частей: кода Alpha2 по стандарту ISO 3166-1 для Тринидада и Тобаго — TT и дополнительного кода, записанных через дефис. Дополнительный трёхбуквенный код образован созвучно: названию, аббревиатуре названия графства, муниципалитета. Геокоды провинций Тринидада и Тобаго являются подмножеством кодов домена верхнего уровня — TT, присвоенного Тринидаду и Тобаго в соответствии со стандартами ISO 3166-1.

## Геокоды Тринидада и Тобаго
Геокоды 9 регионов, 3 боро, 2 городов и 1 уорда административно-территориального деления Тринидада и Тобаго:
| Геокод | Административная единица | Статус |
| ------ | ------------------------ | ------ |
| TT-ARI | Арима                    | боро   |
| TT-PTF | Пойнт-Фортин             | боро   |
| TT-SJL | Сан-Хуан — Лавентиль     | регион |
| TT-POS | Порт-оф-Спейн            | город  |
| TT-SIP | Сипария                  | регион |
| TT-DMN | Диего-Мартин             | регион |
| TT-PRT | Принсес Таун             | регион |
| TT-TUP | Тунапуна-Пиарко          | регион |
| TT-TOB | Тобаго                   | уорд   |
| TT-RCM | Майаро — Рио-Кларо       | регион |
| TT-CHA | Чагуанас                 | боро   |
| TT-CTT | Кува-Табаките-Тальпаро   | регион |
| TT-SGE | Сангре-Гранде            | регион |
| TT-PED | Пенал-Дебе               | регион |
| TT-SFO | Сан-Фернандо             | город  |

## Геокоды пограничных Тринидаду и Тобаго государств
- Венесуэла — ISO 3166-2:VE (на юге, на западе).